# رودني بروب
رودني بروب (بالإنجليزية: Rodney Propp)‏ هو شخصية أعمال أمريكي، ولد في 1965.